# Allotinus portunus
Allotinus portunus är en fjärilsart som beskrevs av De Nicéville 1895. Allotinus portunus ingår i släktet Allotinus och familjen juvelvingar. Inga underarter finns listade i Catalogue of Life.

## Bildgalleri

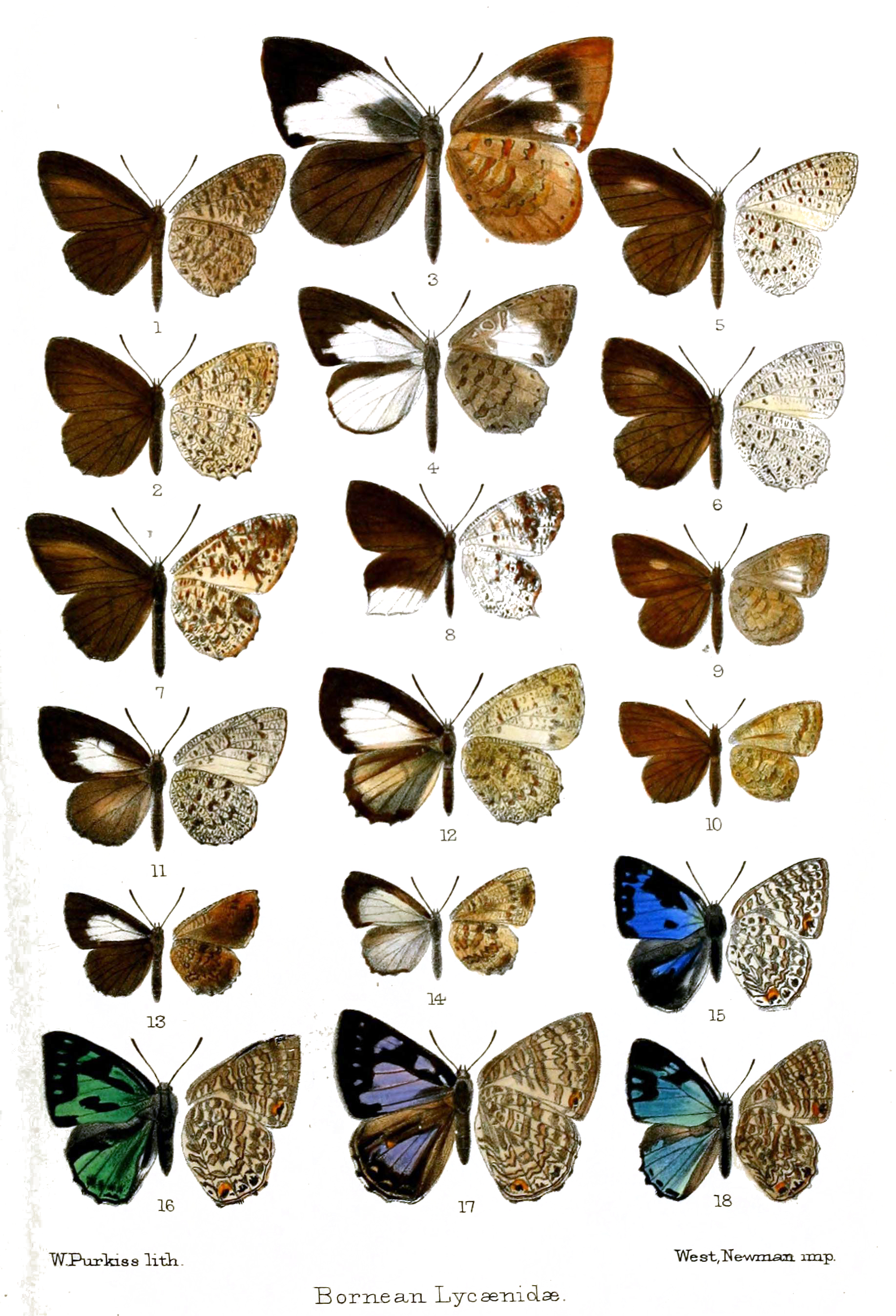